# ニック・デニス
ニック・デニス（Nick Denis、1983年10月11日 - ）は、カナダの男性総合格闘家。オンタリオ州オタワ出身。Ronin MMA所属。空手黒帯。

## 来歴
2006年10月14日、総合格闘技デビュー。
2007年からはKOTCに出場。10月19日にはKOTC Canadaのバンタム級（-66kg）王者となり、以降2度の防衛を果たした。

### 戦極
2009年3月20日、戦極初参戦となった戦極 〜第七陣〜のフェザー級（-65kg）グランプリ1回戦で川原誠也にTKO勝ち。
2009年5月2日、戦極 〜第八陣〜のフェザー級グランプリ2回戦でマルロン・サンドロと対戦。左フックでダウンを奪われパウンドによる追撃によりKO負け。キャリア初黒星となった。
2010年3月7日、SRC12で星野勇二と対戦し、フロントチョークで一本負け。

### UFC
2012年1月20日、UFC初参戦となったUFC on FX 1でジョセフ・サンドバルと対戦し、僅か22秒で肘打ち連打によるKO勝ち。白星デビューを果たすと共に、ノックアウト・オブ・ザ・ナイトを受賞した。
2012年11月、将来的な脳へのダメージを懸念して自身のブログで引退を表明した。

## 戦績
| 総合格闘技 戦績 | 総合格闘技 戦績 | 総合格闘技 戦績 | 総合格闘技 戦績 | 総合格闘技 戦績 | 総合格闘技 戦績 | 総合格闘技 戦績 |
| --------------- | --------------- | --------------- | --------------- | --------------- | --------------- | --------------- |
| 14 試合         | (T)KO           | 一本            | 判定            | その他          | 引き分け        | 無効試合        |
| 11 勝           | 10              | 1               | 0               | 0               | 0               | 0               |
| 3 敗            | 1               | 2               | 0               | 0               | 0               | 0               |

| 勝敗 | 対戦相手                 | 試合結果                         | 大会名                                                            | 開催年月日     |
| ×    | ローランド・デローム     | 1R 4:59 リアネイキドチョーク     | UFC on FOX 3: Diaz vs. Miller                                     | 2012年5月5日   |
| ○    | ジョセフ・サンドバル     | 1R 0:22 KO（肘打ち）             | UFC on FX 1: Guillard vs. Miller                                  | 2012年1月20日  |
| ○    | ニック・ママリス         | 2R 1:03 KO（チョークスラム）     | Wreck MMA: Unfinished Business                                    | 2011年10月28日 |
| ×    | 星野勇二                 | 2R 0:47 フロントチョーク         | SRC12                                                             | 2010年3月7日   |
| ○    | ショーン・クイン         | 1R 3:42 KO（パンチ連打）         | Wreck MMA: Fight for the Troops                                   | 2009年12月12日 |
| ○    | ジェイソン・タウンズ     | 2R 1:26 TKO（ボディへの膝蹴り）  | Agression MMA 1: First Blood                                      | 2009年10月24日 |
| ×    | マルロン・サンドロ       | 1R 0:19 KO （左フック→パウンド） | 戦極 〜第八陣〜 【フェザー級グランプリ2009 2回戦】                | 2009年5月2日   |
| ○    | 川原誠也                 | 1R 2:36 TKO（タオル投入）        | 戦極 〜第七陣〜 【フェザー級グランプリ2009 1回戦】                | 2009年3月20日  |
| ○    | ジョシュ・キレート       | 1R 4:59 KO（パンチ）             | KOTC: Excalibur 【KOTC Canadaフェザー級タイトルマッチ】           | 2008年7月19日  |
| ○    | ジョシュ・ギャラント     | 2R 3:14 KO（パンチ連打）         | KOTC: Brawl at the Mall 3 【KOTC Canadaフェザー級タイトルマッチ】 | 2008年4月4日   |
| ○    | デイブ・スコルテン       | 3R 2:12 TKO（ボディブロー）      | KOTC: Brawl at the Mall 2 【KOTC Canadaフェザー級王座決定戦】     | 2007年10月19日 |
| ○    | クリス・マイラ           | 1R 1:40 TKO（パンチ連打）        | KOTC: Capital Chaos                                               | 2007年3月28日  |
| ○    | ジャン・ロベール・モニエ | 1R 4:33 腕ひしぎ十字固め         | KOTC: Freedom Fight                                               | 2007年1月20日  |
| ○    | ジャスティン・ダービソン | 2R 2:34 KO（パンチ連打）         | APEX: A Night of Champions                                        | 2006年10月14日 |

## 獲得タイトル
- 第2代KOTC Canadaバンタム級王座（2007年）

## 表彰
- UFC ノックアウト・オブ・ザ・ナイト（1回）